# Caravan (album)
Caravan is het eerste album van de Britse progressieve rockband Caravan. Caravan is een van de centrale bands binnen de Canterbury-scene. Het is ook een van de bands waarvan (een aantal van de) leden het langst bij elkaar gebleven zijn.

## Geschiedenis
Caravan ontstond uit het bandje The Wilde Flowers. In die band vond een scheiding plaats, waarbij na veel heen en weer geschuif van personeel Hastings, de neven Sinclair en Coughlan overbleven. In eerste opzet was de drummer nog Robert Wyatt, maar die stichtte samen met Kevin Ayers Soft Machine. Het kwartet begon in januari 1968 met het opnemen van demo’s en optredens om het nieuwe repertoire in te spelen en ook de onderlinge verhoudingen wat steviger te krijgen. David Sinclair was van origine bassist, maar werd bereid gevonden achter de toetsen plaats te nemen. Pye Hastings zag wel wat in een samenwerkingsverband met het platenlabel Island Records, waarvan de baas Chris Blackwell openstond voor nieuwe popmuziek. Island Records schoof de demo’s in de la en liet niets van zich horen. Later tijdens een aantal optredens maakte de band kennis met muziekproducent Tony Cox, die ook enthousiast was. De band herinnerde Island Records nog aan de persoonlijk gebrachte demo’s en Blackwell kwam nu met een antwoord. Hij wilde ze wel uitgeven, maar dan wel met een andere zanger. Dat schoot in het verkeerde keelgat en de band haalde de demo’s persoonlijk weer op en leverde ze af bij Cox. Deze was bereid de muziek opnieuw te laten opnemen en uit te geven via de rocktak van Verve Records. Caravan trok daarop de Advision Studio te Londen in en nam Caravan op. Dat ging vrij snel, want de band had de muziek al diverse keren tijdens concerten uitgevoerd. Het album verkocht maar matig (haalde de albumlijsten in de Verenigde Staten en het Verenigd Koninkrijk niet), hetgeen deels werd veroorzaakt doordat Verve zich verder wilde beperken tot jazz en Caravan daar buiten viel.
Het geluid op dit eerste werk wordt gedomineerd door organist David Sinclair. In tegenstelling tot latere albums bevat de plaat vooral korte liedjes, die veel minder experimenteel zijn dan nummers die door andere muzikanten uit de Canterbury-scene geschreven werden. Een uitzondering hierop vormt het laatste nummer, dat met zijn negen minuten gezien kan worden als een voorloper van later werk van Caravan (bijvoorbeeld For Richard en Nine Feet Underground). Brian Hopper was lid van The Wilde Flowers en speelde later nog mee op Soft Machine Two.

## Musici
- Richard Sinclair - gitaar, basgitaar, zang
- Pye Hastings - gitaar
- Richard Coughlan - drums
- David Sinclair - orgel, piano

Met medewerking van
- Jimmy Hastings - dwarsfluit op Love song with flute (broer van Pye)

## Muziek
| Nr. | Titel                               | Duur |
| --- | ----------------------------------- | ---- |
| 1.  | A place of my own (Pye Hastings)    | 4:01 |
| 2.  | Ride (Pye Hastings)                 | 3:42 |
| 3.  | Policeman (Richard Sinclair)        | 2:44 |
| 4.  | Love song with flute (Pye Hastings) | 4:10 |
| 5.  | Cecil Rons (Pye Hastings)           | 4:07 |

| Nr. | Titel                                                          | Duur |
| --- | -------------------------------------------------------------- | ---- |
| 1.  | Magic man (Pye Hastings)                                       | 4:03 |
| 2.  | Grandma’s lawn (Richard Sinclair)                              | 3:25 |
| 3.  | Where but for Caravan would I be? (Pye Hastings, Brian Hopper) | 9:01 |

Het album werd zowel in en mono- als stereoversie uitgebracht. De beide versies werden in het compact disctijdperk weleens samen op een schijfje gezet, al dan niet aangevuld met Hello, hello (3:12).

## Platenhoes
De foto’s voor de platenhoes werden genomen in Notting Hill Gate en wel door de fotograaf Richard Zeff. Op de achtergrond is de basis voor de naam van de band weer gegeven. Een eenzame dromedaris, dus geen echte caravan.